# Алигулиев, Расим Магомед оглы
Расим Магамед оглу Алигулиев (род. 20 января 1958) — доктор технических наук, профессор, действительный член (академик) Национальной академии наук Азербайджана (НАНА), вице-президент НАНА, генеральный директор Института информационных технологий Министерства науки и образования Азербайджанской Республики.

## Биография
- Родился 20 января 1958 года в Бардинском районе Азербайджанской Республики [5][6].
- В 1979 году окончил Азербайджанский политехнический институт им. Ч. Ильдрыма по специальности «Электронно-вычислительные машины»[7].
- В 1983-1986 годах обучался в аспирантуре Института кибернетики Академии наук Азербайджана (ныне Институт систем управления НАНА) по специальности «автоматизированные системы управления».
- В 1979-1986 годах работал инженером, старшим инженером, секретарем комитета комсомола в Институте кибернетики АНА [5][6].
- В 1986 году был переведен в Отдел автоматизированных систем управления (АСУ) АНА[5].
- В 1986-1997 годах в Отделе АСУ (в 1997 году на базе Отдела АСУ был создан Информационно-телекоммуникационный научный центр – ИТНЦ) работал старшим инженером, ведущим инженером, главным инженером проекта «Республиканская сеть вычислительных центров и передачи данных». С 1997 года работал главным инженером-заместителем директора ИТНЦ.
- В 2002 году избран директором Института информационных технологий НАНА (институт был организован на базе ИТНЦ в 2002 году)[5][8].
- В 2013-2019 годах работал в должности академика-секретаря НАНА [5].
- В 2019 году избран вице-президентом НАНА.
- В 2009 году Указом Президента Азербайджанской Республики награждён медалью «Терегги».

Женат, имеет дочь и сына.

## Научная деятельность
- В 2007 году избран членом-корреспондентом НАНА по специальности «Информатика».
- В 2014 году избран действительным членом (академиком) НАНА по специальности «Информатика».
- Под его руководством подготовлено 4 доктора наук, 34 доктора философии. В настоящее время является научным консультантом и руководителем по подготовке 11 докторов наук и 5 докторов философии.
- В 2021-2023[9],[10],[11] годах академик Расим Алгулиев вошёл в рейтинг «топ» 2% лучших ученых мира в области искусственного интеллекта, определённых Стэнфордским университетом.[12].

Научно-экспертная деятельность
- Член редколлегии журналов:     - Applied and Computational Mathematics[13]

     - CAAI Transactions on Intelligence Technology[14]

     - Телекоммуникации[15]

     - Безопасность цифровых технологий[16]

     - Problems of Information Technology[17]

     - Problems of Information Society [18]
- Председатель диссертационного совета при Институте информационных технологий.
- Председатель Проблемного совета по физико-математическим и техническим наукам Координационного совета научных исследований Азербайджана.

Научно-организационная деятельность
- Представитель Азербайджана в Генеральной Ассамблее Общеевропейской ассоциации национальных исследовательских и образовательных сетей (GEANT).
- Представитель Азербайджана в проекте EU4Digital программы Восточного партнёрства (EaPConnect).
- Представитель Азербайджана в проекте Horizon Europe GN5-1.

## Общественно-политическая деятельность
- Член Координационной комиссии по информационной безопасности Азербайджанской Республики.
- Член редколлегии Азербайджанской Национальной Энциклопедии.
- Член наблюдательного совета Общины Западного Азербайджана.
- Член партии «Ени Азербайджан».

## Публикации и цитирование
- Google Scholar [19]
- Scopus [20]